# Cypriotisch voetbalkampioenschap 1999/00
In 1999/00 werd het 62e Cypriotische voetbalkampioenschap gespeeld. Anorthosis Famagusta won de competitie voor 11e keer.

## Stadions
| Club           | Stadion                     |
| -------------- | --------------------------- |
| ΑΕΚ            | GSZ Stadion                 |
| AEL            | Tsirion Stadium             |
| Alki           | GSZ Stadion                 |
| Anagennisi     | Anagennisi Football Ground  |
| Anorthosis     | Antonis Papadopoulosstadion |
| APOEL          | Makariostadion              |
| Apollon        | Tsirionstadion              |
| APOP           | Pafiako Stadion             |
| Ethnikos Achna | Dasaki Stadion              |
| Ethnikos Assia | Kykkos Stadion              |
| Enosis         | Paralimnistadion            |
| Nea Salamina   | Ammochostosstadion          |
| Olympiakos     | Makariostadion              |
| Omonia         | Makariostadion              |

## Stand
| Pos | Team                  | Wed | W  | G | V  | Ptn | DV | DT  | +/− | Kwalificatie of degradatie                                         |
| --- | --------------------- | --- | -- | - | -- | --- | -- | --- | --- | ------------------------------------------------------------------ |
| 1   | Anorthosis (C)        | 26  | 21 | 2 | 3  | 65  | 82 | 28  | +54 | Gekwalificeerd voor Tweede voorronde UEFA Champions League 2000/01 |
| 2   | Omonia                | 26  | 18 | 5 | 3  | 59  | 71 | 27  | +44 | Gekwalificeerd voor Voorronde UEFA Cup 2000/01                     |
| 3   | APOEL                 | 26  | 14 | 4 | 8  | 46  | 58 | 31  | +27 | Gekwalificeerd voor Voorronde UEFA Cup 2000/01                     |
| 4   | Nea Salamis           | 26  | 13 | 4 | 9  | 43  | 58 | 34  | +24 | Gewkalificeerd voor Eerste ronde UEFA Intertoto Cup 2000           |
| 5   | Apollon               | 26  | 13 | 3 | 10 | 42  | 49 | 44  | +5  |                                                                    |
| 6   | AEL                   | 26  | 13 | 3 | 10 | 42  | 45 | 42  | +3  |                                                                    |
| 7   | AEK                   | 26  | 13 | 2 | 11 | 41  | 42 | 39  | +3  |                                                                    |
| 8   | Enosis Neon Paralimni | 26  | 11 | 3 | 12 | 36  | 51 | 50  | +1  |                                                                    |
| 9   | Olympiakos            | 26  | 10 | 6 | 10 | 36  | 57 | 58  | −1  |                                                                    |
| 10  | Ethnikos Achna        | 26  | 10 | 5 | 11 | 35  | 42 | 36  | +6  |                                                                    |
| 11  | APOP                  | 26  | 9  | 5 | 12 | 32  | 38 | 47  | −9  |                                                                    |
| 12  | Ethnikos Assia (R)    | 26  | 9  | 4 | 13 | 31  | 35 | 38  | −3  | Degradatie naar B' Kategoria 2000/01                               |
| 13  | Anagennisi (R)        | 26  | 4  | 0 | 22 | 12  | 22 | 87  | −65 | Degradatie naar B' Kategoria 2000/01                               |
| 14  | Alki (R)              | 26  | 1  | 0 | 25 | 3   | 20 | 109 | −89 | Degradatie naar B' Kategoria 2000/01                               |

## Resultaten
| Thuis \ Uit         | AEK | AEL | ALK | ANG | ANR | APN | APL | APP | EAS | EAC | ENP | NSL | OLY | OMO |
| ------------------- | --- | --- | --- | --- | --- | --- | --- | --- | --- | --- | --- | --- | --- | --- |
| AEK Larnaca         |     | 3–2 | 4–2 | 4–1 | 0–3 | 1–2 | 2–0 | 0–0 | 2–1 | 1–2 | 2–1 | 0–1 | 3–1 | 0–4 |
| AEL                 | 2–0 |     | 6–1 | 1–0 | 2–3 | 1–0 | 1–2 | 2–1 | 2–1 | 0–0 | 2–0 | 0–3 | 4–1 | 0–0 |
| Alki                | 2–7 | 1–3 |     | 1–3 | 1–5 | 1–4 | 0–6 | 2–3 | 0–2 | 0–4 | 2–1 | 0–9 | 1–2 | 0–3 |
| Anagennisi Dherynia | 0–1 | 1–3 | 3–1 |     | 0–4 | 0–5 | 0–1 | 3–1 | 1–5 | 1–3 | 0–3 | 0–4 | 1–2 | 0–7 |
| Anorthosis          | 1–2 | 6–1 | 4–0 | 4–1 |     | 1–1 | 3–1 | 4–0 | 5–0 | 3–1 | 4–1 | 1–0 | 3–0 | 5–3 |
| APOEL               | 1–0 | 2–0 | 6–0 | 5–0 | 0–2 |     | 2–1 | 2–2 | 3–2 | 2–1 | 3–2 | 1–2 | 8–2 | 3–3 |
| Apollon             | 3–1 | 1–3 | 3–1 | 1–0 | 3–2 | 2–1 |     | 4–1 | 2–0 | 0–0 | 3–1 | 2–1 | 3–3 | 0–4 |
| APOP                | 0–1 | 2–0 | 5–0 | 5–1 | 0–4 | 1–0 | 1–1 |     | 0–0 | 4–0 | 2–3 | 2–1 | 2–0 | 1–2 |
| Ethnikos Assia      | 3–0 | 3–2 | 3–0 | 0–1 | 1–3 | 0–2 | 3–1 | 1–2 |     | 1–0 | 2–0 | 1–1 | 2–1 | 0–1 |
| Ethnikos Achna      | 0–2 | 1–2 | 5–1 | 5–0 | 2–3 | 1–0 | 1–3 | 3–1 | 1–1 |     | 3–1 | 2–0 | 3–3 | 0–1 |
| Enosis              | 3–0 | 6–1 | 3–2 | 4–0 | 0–1 | 0–0 | 2–1 | 2–1 | 2–0 | 3–3 |     | 1–5 | 2–0 | 2–2 |
| Nea Salamis         | 2–1 | 0–2 | 6–0 | 7–3 | 1–4 | 3–1 | 3–2 | 1–1 | 2–1 | 0–1 | 2–1 |     | 2–2 | 0–1 |
| Olympiakos          | 2–2 | 3–3 | 5–0 | 2–1 | 5–2 | 0–2 | 5–3 | 5–0 | 2–2 | 1–0 | 3–5 | 3–1 |     | 1–3 |
| Omonia              | 0–3 | 1–0 | 4–1 | 8–1 | 2–2 | 3–2 | 3–0 | 5–0 | 2–0 | 2–0 | 6–2 | 1–1 | 0–3 |     |

## Topscores
| Rank | Spelers          | Club      | Doelpunten |
| ---- | ---------------- | --------- | ---------- |
| 1    | Rainer Rauffmann | AC Omonia | 34         |

## Kampioen
| 1999/00                                   |
| Cyprus                                    |
| ----------------------------------------- |
| Anorthosis Famagusta Kampioen (11° titel) |

1934/35 · 1935/36 · 1936/37 · 1937/38 · 1938/39 · 1939/40 · 1940/41 · 1941/42 · 1942/43 · 1943/44 ·  1944/45 · 1945/46 · 1946/47 · 1947/48 · 1948/49 · 1949/50 · 1950/51 · 1951/52 · 1952/53 · 1953/54 · 1954/55 · 1955/56 · 1956/57 · 1957/58 · 1958/59 ·  1959/60 · 1960/61 · 1961/62 · 1962/63 · 1963/64 · 1964/65 · 1965/66 · 1966/67 · 1967/68 · 1968/69 · 1969/70 · 1970/71 · 1971/72 · 1972/73 · 1973/74 · 1974/75 · 1975/76 · 1976/77 · 1977/78 · 1978/79 · 1979/80 · 1980/81 · 1981/82 · 1982/83 · 1983/84 · 1984/85 · 1985/86 · 1986/87 · 1987/88 · 1988/89 · 1989/90 · 1990/91 · 1991/92 · 1992/93 · 1993/94 · 1994/95 · 1995/96 · 1996/97 · 1997/98 · 1998/99 · 1999/00 · 2000/01 · 2001/02 · 2002/03 · 2003/04 · 2004/05 · 2005/06 · 2006/07 · 2007/08 · 2008/09 · 2009/10 · 2010/11 · 2011/12 · 2012/13 · 2013/14 · 2014/15 · 2015/16 · 2016/17 · 2017/18 · 2018/19 · 2019/20 · 2020/21 · 2021/22